# Animation Kobe
Animation Kobe (アニメーション神戸, Animēshon Kōbe) est une convention créée par la ville de Kobe en 1996 pour promouvoir les anime. Chaque année, les Animation Kobe Awards (アニメーション神戸賞) sont célébrées pour récompenser les créateurs et leurs créations.

## Éditions
| No. | Nom de l'événement      | Date               | Lieu                                            |
| --- | ----------------------- | ------------------ | ----------------------------------------------- |
| 1   | The 1st Animation Kobe  | December 8, 1996   | Kobe Fashion Mart                               |
| 2   | The 2nd Animation Kobe  | November 24, 1997  | Kobe Portopia Hotel                             |
| 3   | The 3rd Animation Kobe  | November 22, 1998  | Kobe International Conference Center, Main Hall |
| 4   | The 4th Animation Kobe  | November 13, 1999  | Kobe International Conference Center, Main Hall |
| 5   | The 5th Animation Kobe  | November 12, 2000  | Kobe International Conference Center, Main Hall |
| 6   | The 6th Animation Kobe  | September 16, 2001 | Kobe International Conference Center, Main Hall |
| 7   | The 7th Animation Kobe  | November 10, 2002  | Kobe International Conference Center, Main Hall |
| 8   | The 8th Animation Kobe  | November 9, 2003   | Kobe Chamber of Commerce and Industry Hall      |
| 9   | The 9th Animation Kobe  | November 14, 2004  | Xebec hall                                      |
| 10  | The 10th Animation Kobe | October 2, 2005    | Kobe International Conference Center, Main Hall |
| 11  | The 11th Animation Kobe | November 19, 2006  | Xebec hall                                      |
| 12  | The 12th Animation Kobe | November 4, 2007   | Nishiyama Kinen-kaikan                          |
| 13  | The 13th Animation Kobe | November 2, 2008   | Kobe International Conference Center, Main Hall |
| 14  | The 14th Animation Kobe | October 18, 2009   | Kobe International Conference Center, Main Hall |
| 15  | The 15th Animation Kobe | November 28, 2010  | Kobe International Conference Center, Main Hall |
| 16  | The 16th Animation Kobe | October 6, 2011    | Kobe International Conference Center, Main Hall |
| 17  | The 17th Animation Kobe | December 2, 2012   | Kobe International Conference Center, Main Hall |
| 18  | The 18th Animation Kobe | December 8, 2013   | Kobe International Conference Center, Main Hall |
| 19  | The 19th Animation Kobe | December 7, 2014   | Design and Creative Center Kobe                 |

## Gagnants

### Prix Individuel
| No. | Année | Gagnant                          | Œuvre notable de l'année                                                |
| --- | ----- | -------------------------------- | ----------------------------------------------------------------------- |
| 1   | 1996  | Hideaki Anno                     | Réalisateur (Neon Genesis Evangelion)                                   |
| 2   | 1997  | Hayao Miyazaki                   | Réalisateur (Princesse Mononoké)                                        |
| 3   | 1998  | Shinichi Watanabe                | Réalisateur (Hare Tokidoki Buta)*                                       |
| 4   | 1999  | Akitaro Daichi                   | Réalisateur (Ojarumaru, Jubei-chan)                                     |
| 5   | 2000  | Hiroyuki Okiura                  | Réalisateur (Jin-Roh)*                                                  |
| 6   | 2001  | Hiroyuki Kitakubo                | Réalisateur (Blood: The Last Vampire)                                   |
| 7   | 2002  | Keiichi Hara                     | Réalisateur (Crayon Shin-chan television series and movie)              |
| 8   | 2003  | Yōsuke Kuroda                    | Scénariste (Ground Defense Force! Mao-chan, Please Twins! )             |
| 9   | 2004  | Kenji Kamiyama                   | Réalisateur (Ghost in the Shell: S.A.C. 2nd GIG)                        |
| 10  | 2005  | Ken'ichi Yoshida                 | Animateur (pour le character design de Eureka Seven)                    |
| 11  | 2006  | Hiroshi Nagahama                 | Réalisateur (Mushishi )*                                                |
| 12  | 2007  | Hiroyuki Imaishi                 | Réalisateur (Tengen Toppa Gurren Lagann)                                |
| 13  | 2008  | Mitsuo Iso                       | Réalisateur (Dennō Coil )*                                              |
| 14  | 2009  | Kunio Katō                       | Réalisateur (La Maison en petits cubes)*                                |
| 15  | 2010  | Mamoru Hosoda                    | Réalisateur (Summer Wars)*                                              |
| 16  | 2011  | Mari Okada                       | Scénariste (Ano Hi Mita Hana no Namae o Bokutachi wa Mada Shiranai )    |
| 17  | 2012  | Noriyasu Agematsu                | Producteur de musique, compositeur, parolier (Senki Zesshō Symphogear ) |
| 18  | 2013  | Tsutomu Mizushima                | Réalisateur (Girls und Panzer)                                          |
| 19  | 2014  | Seiji Kishi                      | Réalisateur (Hamatora: The Animation)                                   |
| 20  | 2015  | Seiji Mizushima[réf. nécessaire] | Réalisateur (Expelled from Paradise)                                    |

### Prix Spécial
| No. | Année | Gagnant                                                                   | Note                                                                                        |
| --- | ----- | ------------------------------------------------------------------------- | ------------------------------------------------------------------------------------------- |
| 1   | 1996  | Fujiko F. Fujio                                                           | Prix Yomiuri. Mangaka: le créateur de Doraemon etc.                                         |
| 2   | 1997  | Masako Nozawa                                                             | Voice actor                                                                                 |
| 3   | 1998  | Yasuo Ōtsuka                                                              | Animateur                                                                                   |
| 4   | 1999  | Takao Koyama                                                              | Scénariste                                                                                  |
| 5   | 2000  | Shigeharu Shiba                                                           | Directeur Audio                                                                             |
| 6   | 2001  | Kunio Okawara                                                             | Designer mecanique                                                                          |
| 7   | 2002  | Masao Maruyama                                                            | Producteur (Madhouse)                                                                       |
| 8   | 2003  | Leiji Matsumoto                                                           | Mangaka                                                                                     |
| 9   | 2004  | Shigeru Watanabe                                                          | Producteur (Bandai Visual)                                                                  |
| 10  | 2005  | Ippei Kuri (Toyoharu Yoshida)                                             | Un fondateur de Tatsunoko Production, récompensé pour ses activités en tant que producteur. |
| 11  | 2006  | Group TAC                                                                 | Studio                                                                                      |
| 11  | 2006  | Nobuyo Ōyama Noriko Ohara Michiko Nomura Kazuya Tatekabe Kaneta Kimotsuki | Seiyūs: main cast of Doraemon (1979–2005)                                                   |
| 12  | 2007  | Isao Takahata                                                             | Réalisateur (Studio Ghibli)                                                                 |
| 13  | 2008  | Masaki Tsuji                                                              | Scénariste                                                                                  |
| 14  | 2009  | Shun-ichi Yukimuro                                                        | écrivain                                                                                    |
| 15  | 2010  | Studio Biho                                                               | Studio (arrière-plan)                                                                       |
| 16  | 2011  | Osamu Dezaki                                                              | Réalisateur                                                                                 |
| 16  | 2011  | Detective Conan                                                           | Production Team                                                                             |
| 17  | 2012  | Sanzigen                                                                  | Studio (3DCG Animation)                                                                     |
| 18  | 2013  | Shōji Kawamori                                                            | Réalisateur, mecha designer, vision creator                                                 |
| 18  | 2013  | Izumi Todo                                                                | Creative team                                                                               |
| 19  | 2014  | Kyoto Animation                                                           | Studio                                                                                      |

### Theatrical Film Award
| No. | Année | Titre                                           | Studio                             | Réalisateur                      |
| --- | ----- | ----------------------------------------------- | ---------------------------------- | -------------------------------- |
| 1   | 1996  | Ghost in the Shell                              | Production I.G                     | Mamoru Oshii                     |
| 2   | 1997  | Princesse Mononoké                              | Studio Ghibli                      | Hayao Miyazaki                   |
| 3   | 1998  | Pokémon: Mewtwo Strikes Back                    | OLM                                | Kunihiko Yuyama                  |
| 4   | 1999  | Cardcaptor Sakura The Movie                     | Madhouse                           | Morio Asaka                      |
| 5   | 2000  | Cardcaptor Sakura The Movie 2: The Sealed Card  | Madhouse                           | Morio Asaka                      |
| 6   | 2001  | Le Voyage de Chihiro                            | Studio Ghibli                      | Hayao Miyazaki                   |
| 7   | 2002  | The Cat Returns                                 | Studio Ghibli                      | Hiroyuki Morita                  |
| 8   | 2003  | Millennium Actress                              | Madhouse                           | Satoshi Kon                      |
| 9   | 2004  | Ghost in the Shell 2: Innocence                 | Production I.G                     | Mamoru Oshii                     |
| 10  | 2005  | New Translation Zeta Gundam: Heirs to the Stars | Sunrise                            | Yoshiyuki Tomino                 |
| 11  | 2006  | La Traversée du temps                           | Madhouse                           | Mamoru Hosoda                    |
| 12  | 2007  | Paprika                                         | Madhouse                           | Satoshi Kon                      |
| 13  | 2008  | Evangelion: 1.0 You Are (Not) Alone             | Khara                              | Hideaki Anno                     |
| 14  | 2009  | WALL-E                                          | Pixar                              | Andrew Stanton                   |
| 15  | 2010  | The Disappearance of Haruhi Suzumiya            | Kyoto Animation                    | Yasuhiro Takemoto                |
| 16  | 2011  | Macross Frontier: Sayonara no Tsubasa           | Satelight                          | Shōji Kawamori                   |
| 17  | 2012  | K-On! The Movie                                 | Kyoto Animation                    | Naoko Yamada                     |
| 18  | 2013  | The Garden of Words                             | Shinkai Creative, CoMix Wave Films | Makoto Shinkai                   |
| 19  | 2014  | Puella Magi Madoka Magica: Rebellion            | Shaft                              | Akiyuki Shinbo Yukihiro Miyamoto |
| 20  | 2015  | Ghost in the Shell: The New Movie               | Production I.G                     | Kazuya Nomura                    |

### Television Award
| No. | Année | Titre                              | Studio             | Réalisateur         | Scénariste        |
| --- | ----- | ---------------------------------- | ------------------ | ------------------- | ----------------- |
| 1   | 1996  | Neon Genesis Evangelion            | Gainax & Tatsunoko | Hideaki Anno        | Hideaki Anno      |
| 2   | 1997  | Utena, la fillette révolutionnaire | J.C.Staff          | Kunihiko Ikuhara    | Yōji Enokido      |
| 3   | 1998  | Cowboy Bebop                       | Sunrise            | Shinichirō Watanabe | Keiko Nobumoto    |
| 4   | 1999  | ∀ Gundam                           | Sunrise            | Yoshiyuki Tomino    | Yoshiyuki Tomino  |
| 5   | 2000  | Infinite Ryvius                    | Sunrise            | Gorō Taniguchi      | Yōsuke Kuroda     |
| 6   | 2001  | Angelic Layer                      | Bones              | Hiroshi Nishikiori  | Ichirō Ōkouchi    |
| 7   | 2002  | RahXephon                          | Bones              | Yutaka Izubuchi     | Chiaki J. Konaka  |
| 8   | 2003  | Mobile Suit Gundam SEED            | Sunrise            | Mitsuo Fukuda       | Yoshiyuki Tomino  |
| 9   | 2004  | Fullmetal Alchemist                | Bones              | Seiji Mizushima     | Shō Aikawa        |
| 10  | 2005  | Gankutsuō                          | Gonzo              | Mahiro Maeda        | Natsuko Takahashi |
| 11  | 2006  | La Mélancolie de Haruhi Suzumiya   | Kyōto Animation    | Tatsuya Ishihara    | Yutaka Yamamoto   |
| 12  | 2007  | Code Geass                         | Sunrise            | Gorō Taniguchi      | Ichirō Ōkouchi    |
| 13  | 2008  | Code Geass 2                       | Sunrise            | Gorō Taniguchi      | Ichirō Ōkouchi    |
| 14  | 2009  | Eden of the East                   | Production I.G     | Kenji Kamiyama      | Kenji Kamiyama    |
| 15  | 2010  | K-On!!                             | Kyoto Animation    | Naoko Yamada        | Reiko Yoshida     |
| 16  | 2011  | Puella Magi Madoka Magica          | Shaft              | Akiyuki Shinbo      | Gen Urobuchi      |
| 17  | 2012  | YuruYuri                           | Dogakobo           | Masahiko Ohta       | Takashi Aoshima   |
| 18  | 2013  | Attack on Titan                    | Wit Studio         | Tetsurō Araki       | Yasuko Kobayashi  |
| 19  | 2014  | Love Live!                         | Sunrise            | Takahiko Kyōgoku    | Jukki Hanada      |
| 20  | 2015  | Shirobako                          | P.A.Works          | Tsutomu Mizushima   | Michiko Yokote    |

### Packaged Work Award
| N° | Année | Titre                                                         | Developpeur / Studio d'animation | Type             |
| -- | ----- | ------------------------------------------------------------- | -------------------------------- | ---------------- |
| 1  | 1996  | Key the Metal Idol                                            | Studio Pierrot                   | OVA              |
| 2  | 1997  | Gundam Wing: Endless Waltz                                    | Sunrise                          | OVA              |
| 3  | 1998  | Sakura Taisen 2 ~Kimi, Shinitamou koto Nakare~                | Sega                             | Video game (SS)  |
| 3  | 1998  | Sakura Taisen: Ouka Kenran                                    | RADIX                            | OVA              |
| 4  | 1999  | Blue Submarine No.6                                           | GONZO                            | OVA              |
| 5  | 2000  | Shenmue                                                       | Sega-AM2                         | Video game (AM2) |
| 6  | 2001  | Gran Turismo 3: A-Spec                                        | Polyphony Digital                | Video game (PS2) |
| 7  | 2002  | Voices of a Distant Star                                      | Makoto Shinkai                   | Hand-made anime  |
| 8  | 2003  | Sentō Yōsei Yukikaze                                          | GONZO                            | OVA              |
| 9  | 2004  | Haré+Guu FINAL                                                | Bandai Visual                    | OVA              |
| 10 | 2005  | Diebuster                                                     | Gainax                           | OVA              |
| 11 | 2006  | The Wings of Rean                                             | Sunrise                          | OVA              |
| 12 | 2007  | Ghost in the Shell: Stand Alone Complex - Solid State Society | Production I.G                   | Television film  |

### Network Award
| No. | Année     | Titre                                                                      | Developpeur / Studio d'animation | Type                                                         | Note                            |
| --- | --------- | -------------------------------------------------------------------------- | -------------------------------- | ------------------------------------------------------------ | ------------------------------- |
| 1   | 1996      | Jungle Park                                                                | DIGITALOGUE                      | Jeu vidéo (Sega Saturn)                                      | Best Interactive Software Award |
| 2   | 1997      | Girlfriend of Steel                                                        | Gainax                           | Jeu vidéo (Win95)                                            | Best Interactive Software Award |
|     | 1998–1999 | Not awarded                                                                | Not awarded                      | Not awarded                                                  | Not awarded                     |
| 5   | 2000      | Pokémon Or et Argent                                                       | Nintendo                         | Jeu vidéo (GBC)                                              |                                 |
| 6   | 2001      | Phantasy Star Online                                                       | Sega                             | MMO (DC)                                                     |                                 |
| 7   | 2002      | Final Fantasy XI                                                           | Square                           | MMO (PS2, MS Windows)                                        |                                 |
| 8   | 2003      | Grand-Ma                                                                   | Cyberploc Studios                | Digital animation                                            |                                 |
| 9   | 2004      | Ski Jumping Pairs,                                                         | Riichiro Mashima                 | Hand-made digital animation                                  |                                 |
| 10  | 2005      | Mayutoro The Toons                                                         | XeNN STUDIOS                     | CG anime                                                     |                                 |
| 11  | 2006      | Yawaraka Sensha (Soft Tank)                                                | Rareko                           | Flash anime                                                  |                                 |
| 12  | 2007      | Second Life                                                                | Linden Research, Inc.            | Internet-based virtual world                                 |                                 |
| 13  | 2008      | Hatsune Miku                                                               | Crypton Future Media             | Vocaloid character                                           |                                 |
| 14  | 2009      | Melancholy of Haruhi-chan Suzumiya Nyorōn Churuya-san                      | Kyoto Animation                  | Internet anime spin-off from the main Haruhi Suzumiya series |                                 |
| 15  | 2010      | Miku no Nichi Kanshasai 39's Giving Day                                    | Sega, Crypton Future Media       |                                                              |                                 |
| 16  | 2011      | Hetalia: World Series                                                      | Studio Deen                      | Internet anime                                               |                                 |
| 17  | 2012      | Osawari Tantei: Nameko Saibai Kit (released in English as Mushroom Garden) | Beeworks                         | Spinoff game from the main Touch Detective series            |                                 |

### Theme Song Award
| No. | Year | Award                | Song name                                    | Associated work                              | Singer(s)                                                | Note                                  |
| No. | Year | Award                | Song name                                    | Associated work                              | Composer                                                 | Note                                  |
| --- | ---- | -------------------- | -------------------------------------------- | -------------------------------------------- | -------------------------------------------------------- | ------------------------------------- |
| 1   | 1996 | Best Theme Song      | Yuzurenai Negai                              | Magic Knight Rayearth                        | Naomi Tamura                                             |                                       |
| 2   | 1997 | Best Music Composing | Neon Genesis Evangelion soundtracks 1–3      | Neon Genesis Evangelion                      | Shirō Sagisu                                             |                                       |
|     | 1998 | Not awarded          | Not awarded                                  | Not awarded                                  | Not awarded                                              | Not awarded                           |
| 4   | 1999 | AM Kobe Award        | "Ojamajo CARNIVAL!"                          | Ojamajo Doremi                               | Mahōdō                                                   | vote: 1st, with 288 of 8,545 votes    |
| 4   | 1999 | AM Kobe Award        | "Ojamajo CARNIVAL!"                          | Ojamajo Doremi                               | Takeshi Ike                                              | vote: 1st, with 288 of 8,545 votes    |
| 5   | 2000 | AM Kobe Award        | "We Are!"                                    | One Piece                                    | Hiroshi Kitadani                                         | vote: 1st, with 875 of 13,988 votes   |
| 5   | 2000 | AM Kobe Award        | "We Are!"                                    | One Piece                                    | Kōhei Tanaka                                             | vote: 1st, with 875 of 13,988 votes   |
| 6   | 2001 | AM Kobe Award        | "W-Infinity"                                 | Gear Fighter Dendoh                          | Hitomi Mieno with Hironobu Kageyama                      | vote: 1st, with 1,182 of 10,298 votes |
| 6   | 2001 | AM Kobe Award        | "W-Infinity"                                 | Gear Fighter Dendoh                          | Little Voice                                             | vote: 1st, with 1,182 of 10,298 votes |
| 7   | 2002 | AM Kobe Award        | "For Fruits Basket"                          | Fruits Basket                                | Ritsuko Okazaki                                          | vote: 1st, with 1,155 of 10,054 votes |
| 8   | 2003 | AM Kobe Award        | "Asu e no brilliant road"                    | Stellvia of the Universe                     | angela                                                   | vote: 1st, with 1,209 of 11,590 votes |
| 8   | 2003 | AM Kobe Award        | "Asu e no brilliant road"                    | Stellvia of the Universe                     | atsuko                                                   | vote: 1st, with 1,209 of 11,590 votes |
| 9   | 2004 | Radio Kansai Award   | "DANZEN! Futari wa Pretty Cure"              | Futari wa Pretty Cure                        | Mayumi Gojo                                              | vote: 1st, with 1,276 of 8,254 votes  |
| 9   | 2004 | Radio Kansai Award   | "DANZEN! Futari wa Pretty Cure"              | Futari wa Pretty Cure                        | Yasuo Kosugi                                             | vote: 1st, with 1,276 of 8,254 votes  |
| 10  | 2005 | Radio Kansai Award   | "Happy☆Material"                             | Negima!: Magister Negi Magi                  | Mahora Gakuen Chyuutoubu 2-A                             | vote: 1st, with 753 of 9,920 votes    |
| 10  | 2005 | Radio Kansai Award   | "Happy☆Material"                             | Negima!: Magister Negi Magi                  | Shigenobu Ōkawa                                          | vote: 1st, with 753 of 9,920 votes    |
| 11  | 2006 | Radio Kansai Award   | "Hare Hare Yukai"                            | La Mélancolie de Haruhi Suzumiya             | Aya Hirano, Minori Chihara & Yūko Gotō                   | vote: 1st, with 2,095 of 7,450 votes  |
| 11  | 2006 | Radio Kansai Award   | "Hare Hare Yukai"                            | La Mélancolie de Haruhi Suzumiya             | Tomokazu Tashiro                                         | vote: 1st, with 2,095 of 7,450 votes  |
| 12  | 2007 | Radio Kansai Award   | "Motteke! Sailor Fuku"                       | Lucky ☆ Star                                 | Aya Hirano, Emiri Katō, Kaori Fukuhara & Aya Endo        | vote: 1st, with 2,017 of 8,105 votes  |
| 12  | 2007 | Radio Kansai Award   | "Motteke! Sailor Fuku"                       | Lucky ☆ Star                                 | Satoru Kōsaki                                            | vote: 1st, with 2,017 of 8,105 votes  |
| 13  | 2008 | Radio Kansai Award   | "Triangler"                                  | Macross Frontier                             | Maaya Sakamoto                                           | -                                     |
| 13  | 2008 | Radio Kansai Award   | "Triangler"                                  | Macross Frontier                             | Yoko Kanno                                               | -                                     |
| 14  | 2009 | Radio Kansai Award   | "Don't say 'lazy'"                           | K-ON!                                        | Aki Toyosaki, Yōko Hikasa, Satomi Satō & Minako Kotobuki | -                                     |
| 14  | 2009 | Radio Kansai Award   | "Don't say 'lazy'"                           | K-ON!                                        | Hiroyuki Maezawa                                         | -                                     |
| 15  | 2010 | Radio Kansai Award   | "only my railgun"                            | A Certain Scientific Railgun                 | fripSide                                                 | -                                     |
| 15  | 2010 | Radio Kansai Award   | "only my railgun"                            | A Certain Scientific Railgun                 | Satoshi Yaginuma                                         | -                                     |
| 16  | 2011 | Radio Kansai Award   | "Shinryaku no Susume☆"                       | Shinryaku! Ika Musume!                       | ULTRA-PRISM with Hisako Kanemoto                         | -                                     |
| 16  | 2011 | Radio Kansai Award   | "Shinryaku no Susume☆"                       | Shinryaku! Ika Musume!                       | Masaya Koike                                             | -                                     |
| 17  | 2012 | Radio Kansai Award   | "Taiyō Iwaku Moe yo Chaos"                   | Haiyore! Nyaruko-san                         | Kana Asumi, Miyu Matsuki and Yuka Ōtsubo                 | -                                     |
| 17  | 2012 | Radio Kansai Award   | "Taiyō Iwaku Moe yo Chaos"                   | Haiyore! Nyaruko-san                         | Hidekazu Tanaka                                          | -                                     |
| 18  | 2013 | Radio Kansai Award   | "Guren no Yumiya"                            | Attack on Titan                              | Linked Horizon                                           | -                                     |
| 18  | 2013 | Radio Kansai Award   | "Guren no Yumiya"                            | Attack on Titan                              | Revo                                                     | -                                     |
| 19  | 2014 | Radio Kansai Award   | "Sidonia"                                    | Knights of Sidonia                           | angela                                                   | -                                     |
| 19  | 2014 | Radio Kansai Award   | "Sidonia"                                    | Knights of Sidonia                           | atsuko & KATSU                                           | -                                     |
| 20  | 2015 | Radio Kansai Award   | "JoJo, Sono Chi no Kioku ~end of THE WORLD~" | JoJo's Bizarre Adventure: Stardust Crusaders | JO☆STARS ~TOMMY,Coda,JIN~                                | -                                     |
| 20  | 2015 | Radio Kansai Award   | "JoJo, Sono Chi no Kioku ~end of THE WORLD~" | JoJo's Bizarre Adventure: Stardust Crusaders | -                                                        | -                                     |